# 禾利·費斯達
瓦利·費思特（英語：Wally Pfister，1961年7月8日—），是一名美國電影攝影師。他曾多次在克里斯托弗·诺兰執導的電影中擔任電影攝影師，亦曾四次入圍奧斯卡金像獎的最佳攝影獎，其中2010年以《全面啟動》獲獎。其执导的首部作品科幻片《超验骇客》 于2014年上映。

## 作品
- 《奪命姥姥（英语：The Granny (film)）》（The Granny，1995）
- 《不一樣的本能（英语：Phenomenon (film)）》（Phenomenon，1996）
- 《凶心人》（Memento，2000）
- Rustin（英语：Rustin (film)） (2001)
- 《白夜追兇》（Insomnia，2002）
- Laurel Canyon（英语：Laurel Canyon (film)） (2002)
- 《天羅盜網》The Italian Job (2003)
- 《蝙蝠俠：開戰時刻》（Batman Begins，2005，提名奧斯卡最佳攝影獎）
- Slow Burn（英语：Slow Burn (film)） (2005)
- 《頂尖對決》（The Prestige，2006，提名奧斯卡最佳攝影獎）
- 《黑暗騎士》（The Dark Knight，2008，提名奧斯卡最佳攝影獎）
- 《全面啟動》（Inception，2010，獲得奧斯卡最佳攝影獎）
- 《点球成金》（Moneyball，2011)
- Marley（英语：Marley (film)） (2012) 紀錄片
- 《蝙蝠俠：黑暗騎士崛起》 （The Dark Knight Rises，2012)

### 導演
- 《全面進化》 (Transcendence, 2014)

## 外部連結
- 禾利·費斯達在互联网电影资料库（IMDb）上的資料（英文）
- A Conversation with Wally Pfister （页面存档备份，存于）
- Interview with Wally Pfister The Oregon Herald